# Павликенов, Олег
Олег Павликенов (26 июля 1952, Сомовит, Плевенская область — 2002) — болгарский самбист, чемпион (1974) и серебряный призёр (1976) чемпионатов Европы, серебряный призёр чемпионата мира 1973 года, победитель и призёр международных турниров. Представлял спортивные клубы «Академик» и ЦСКА (оба — София). Выступал в первой полусредней весовой категории (до 68 кг). Является первым болгарским спортсменом, ставшим чемпионом Европы по самбо.